# Europees kampioenschap voetbal vrouwen 2022
Het Europees kampioenschap voetbal vrouwen 2022 vormde de dertiende editie van het Europees continentaal kampioenschap voetbal voor vrouwen dat in Engeland werd gehouden. Nederland was de titelhouder, maar wist deze niet te verdedigen door in de kwartfinale met 1-0 van Frankrijk te verliezen. Noord-Ierland debuteerde op een eindtoernooi voor vrouwen. Voor het eerst werd Engeland kampioen, nadat het met 2-1 van Duitsland won in de finale.
Het toernooi stond oorspronkelijk gepland voor 11 juli tot en met 1 augustus 2021, maar aangezien het EK 2020 voor mannen vanwege de coronapandemie naar de zomer van 2021 werd verplaatst, werd eveneens het EK voor vrouwen uitgesteld. Op 23 april 2020 maakte de UEFA bekend dat het toernooi met één jaar werd uitgesteld en daarmee van 6 tot en met 31 juli 2022 gehouden zou worden.
Tijdens dit eindtoernooi werd, voor het eerst bij het EK vrouwenvoetbal, gebruik gemaakt van een videoscheidsrechter (VAR) en doellijntechnologie.

## Organisatie

### Toewijzing
Engeland stelde zich als enige land kandidaat voor de organisatie. Op 3 december 2018, tijdens het UEFA Executive Committee in Dublin, werd Engeland aangewezen als organisator.
- Engeland[3]

## Kwalificatie
In 2019 startte de kwalificatie voor de vijftien te vergeven plaatsen voor het eindtoernooi. Het gastland Engeland was automatisch geplaatst.
Op 28 februari 2022 werd Rusland geschorst van het eindtoernooi, vanwege de Russische inval in Oekraïne. Op 2 mei 2022 maakte de UEFA bekend dat Portugal, dat in de play-offs van Rusland verloor, de plaats van Rusland in zal nemen.

### Geplaatste teams
| Land          | Gekwalificeerd als   | Datum kwalificatie | Voorgaande deelnames                                                  |
| ------------- | -------------------- | ------------------ | --------------------------------------------------------------------- |
| Engeland      | Gastland             | 3 december 2018    | 8 (1984, 1987, 1995, 2001, 2005, 2009, 2013, 2017)                    |
| Duitsland     | Winnaar Groep I      | 23 oktober 2020    | 10 (1989, 1991, 1993, 1995, 1997, 2001, 2005, 2009, 2013, 2017)       |
| Nederland     | Winnaar Groep A      | 23 oktober 2020    | 3 (2009, 2013, 2017)                                                  |
| Denemarken    | Winnaar Groep B      | 27 oktober 2020    | 9 (1984, 1991, 1993, 1997, 2001, 2005, 2009, 2013, 2017)              |
| Noorwegen     | Winnaar Groep C      | 27 oktober 2020    | 11 (1987, 1989, 1991, 1993, 1995, 1997, 2001, 2005, 2009, 2013, 2017) |
| Zweden        | Winnaar Groep F      | 27 oktober 2020    | 10 (1984, 1987, 1989, 1995, 1997, 2001, 2005, 2009, 2013, 2017)       |
| Frankrijk     | Winnaar Groep G      | 27 november 2020   | 7 (1997, 2001, 2005, 2009, 2013, 2017)                                |
| België        | Winnaar Groep H      | 1 december 2020    | 1 (2017)                                                              |
| IJsland       | 2e beste nummer twee | 1 december 2020    | 3 (2009, 2013, 2017)                                                  |
| Spanje        | Winnaar Groep D      | 18 februari 2021   | 3 (1997, 2013, 2017)                                                  |
| Finland       | Winnaar Groep E      | 19 februari 2021   | 3 (2005, 2009, 2013)                                                  |
| Oostenrijk    | 3e beste nummer twee | 23 februari 2021   | 1 (2017)                                                              |
| Italië        | 1e beste nummer twee | 24 februari 2021   | 11 (1984, 1987, 1989, 1991, 1993, 1997, 2001, 2005, 2009, 2013, 2017) |
| Rusland       | Winnaar play-offs    | 13 april 2021      | 5 (1997, 2001, 2009, 2013, 2017)                                      |
| Zwitserland   | Winnaar play-offs    | 13 april 2021      | 1 (2017)                                                              |
| Noord-Ierland | Winnaar play-offs    | 13 april 2021      | 0 (debuut)                                                            |
| Portugal      | Verliezer play-offs  | 2 mei 2022         | 1 (2017)                                                              |

### Loting
De loting voor de groepsfase vond op 28 oktober 2021 om 18.00 (UTC+2) plaats in Manchester. Oorspronkelijk stond deze voor 6 november 2020 gepland, maar dit werd uitgesteld vanwege de coronapandemie. De 16 landen werden verdeeld in vier groepen van vier landen. Gastland Engeland kreeg de positie A1 in de loting, de andere landen werden ingedeeld op basis van de UEFA-coëfficiënten na afloop van de kwalificatiewedstrijden, welke op onderstaande punten werd berekend:
- Europees kampioenschap voetbal vrouwen 2017: eindtoernooi en kwalificatiewedstrijden (20%);
- Wereldkampioenschap voetbal vrouwen 2019: eindtoernooi en kwalificatiewedstrijden (40%);
- Kwalificatiewedstrijden voor het Europees kampioenschap voetbal vrouwen 2022: alleen de groepsfase, play-offs niet meegerekend (40%)

| Land         | Coëff  | Pos |
| ------------ | ------ | --- |
| Engeland H   | 41,443 | 3   |
| Nederland TH | 43,961 | 1   |
| Duitsland    | 41,924 | 2   |
| Frankrijk    | 40,898 | 4   |

| Land      | Coëff  | Pos |
| --------- | ------ | --- |
| Zweden    | 39,714 | 5   |
| Spanje    | 38,913 | 6   |
| Noorwegen | 38,758 | 7   |
| Italië    | 36,399 | 8   |

| Land        | Coëff  | Pos |
| ----------- | ------ | --- |
| Denemarken  | 35,265 | 9   |
| België      | 34,951 | 10  |
| Zwitserland | 33,693 | 11  |
| Oostenrijk  | 33,693 | 12  |

| Land          | Coëff  | Pos |
| ------------- | ------ | --- |
| IJsland       | 33,458 | 13  |
| Finland       | 29,765 | 16  |
| Portugal      | 28,937 | 17  |
| Noord-Ierland | 19,526 | 27  |

H Gastland (positie A1 tijdens de loting)

TH Titelhouder

## Scheidsrechters
In april 2022 maakte de UEFA bekend welke officials waren geselecteerd voor het toernooi. Door de UEFA zijn 13 scheidsrechters, 25 assistent-scheidsrechters, twee vierde officials en 15 videoscheidsrechters geselecteerd.
Scheidsrechters
- Riem Hussein
- Rebecca Welch
- Lina Lehtovaara
- Stéphanie Frappart
- Ivana Martinčić
- Kateryna Monzoel
- Iuliana Demetrescu
- Marta Huerta de Aza
- Jana Adámková
- Emikar Caldera Barrera
- Cheryl Foster
- Tess Olofsson
- Esther Staubli

Assistent-scheidsrechters
- Mary Blanco Bolívar
- Polyxeni Irodotou
- Katrin Rafalski
- Sian Massey-Ellis
- Lisa Rashid
- Karolin Kaivoja
- Elodie Coppola
- Manuela Nicolosi
- Chrysoula Kourompylia
- Anita Vad
- Michelle O'Neill
- Francesca Di Monte
- Sanja Rođak Karšić
- Franca Overtoom
- Maryna Striletska
- Sara Telek
- Paulina Baranowska
- Petruta Iugulescu
- Guadalupe Porras Ayuso
- Lucie Ratajová
- Staša Špur
- Maria Sukenikova
- Migdalia Rodríguez Chirino
- Almira Spahić
- Susanne Küng

Vierde officials
- Ivana Projkovska
- Lorraine Watson

Videoscheidsrechters
- Ella De Vries
- Christian Dingert
- Harm Osmers
- Chris Kavanagh
- Benoît Millot
- Maïka Vanderstichel
- Maurizio Mariani
- Paolo Valeri
- Pol van Boekel
- Dennis Higler
- Bartosz Frankowski
- Tomasz Kwiatkowski
- Luís Godinho
- Tiago Martins
- Guillermo Cuadra Fernández
- José María Sánchez Martínez

## Speelsteden
| Londen                             | Brentford                                                                        | Manchester                                                                       | Manchester                                                                       |
| ---------------------------------- | -------------------------------------------------------------------------------- | -------------------------------------------------------------------------------- | -------------------------------------------------------------------------------- |
| Wembley Stadium (alleen de finale) | Brentford Community Stadium                                                      | Old Trafford (alleen de openingswedstrijd)                                       | Manchester City Academy Stadium                                                  |
| Capaciteit: 90.000                 | Capaciteit: 17.250                                                               | Capaciteit: 74.879                                                               | Capaciteit: 7.000                                                                |
|                                    |                                                                                  |                                                                                  |                                                                                  |
| Leigh                              | · Londen Manchester Sheffield Rotherham Southampton Leigh Milton Keynes Brighton | · Londen Manchester Sheffield Rotherham Southampton Leigh Milton Keynes Brighton | · Londen Manchester Sheffield Rotherham Southampton Leigh Milton Keynes Brighton |
| Leigh Sports Village               | · Londen Manchester Sheffield Rotherham Southampton Leigh Milton Keynes Brighton | · Londen Manchester Sheffield Rotherham Southampton Leigh Milton Keynes Brighton | · Londen Manchester Sheffield Rotherham Southampton Leigh Milton Keynes Brighton |
| Capaciteit: 12.000                 | · Londen Manchester Sheffield Rotherham Southampton Leigh Milton Keynes Brighton | · Londen Manchester Sheffield Rotherham Southampton Leigh Milton Keynes Brighton | · Londen Manchester Sheffield Rotherham Southampton Leigh Milton Keynes Brighton |
|                                    | · Londen Manchester Sheffield Rotherham Southampton Leigh Milton Keynes Brighton | · Londen Manchester Sheffield Rotherham Southampton Leigh Milton Keynes Brighton | · Londen Manchester Sheffield Rotherham Southampton Leigh Milton Keynes Brighton |
| Sheffield                          | · Londen Manchester Sheffield Rotherham Southampton Leigh Milton Keynes Brighton | · Londen Manchester Sheffield Rotherham Southampton Leigh Milton Keynes Brighton | · Londen Manchester Sheffield Rotherham Southampton Leigh Milton Keynes Brighton |
| Bramall Lane                       | · Londen Manchester Sheffield Rotherham Southampton Leigh Milton Keynes Brighton | · Londen Manchester Sheffield Rotherham Southampton Leigh Milton Keynes Brighton | · Londen Manchester Sheffield Rotherham Southampton Leigh Milton Keynes Brighton |
| Capaciteit: 32.702                 | · Londen Manchester Sheffield Rotherham Southampton Leigh Milton Keynes Brighton | · Londen Manchester Sheffield Rotherham Southampton Leigh Milton Keynes Brighton | · Londen Manchester Sheffield Rotherham Southampton Leigh Milton Keynes Brighton |
|                                    | · Londen Manchester Sheffield Rotherham Southampton Leigh Milton Keynes Brighton | · Londen Manchester Sheffield Rotherham Southampton Leigh Milton Keynes Brighton | · Londen Manchester Sheffield Rotherham Southampton Leigh Milton Keynes Brighton |
| Rotherham                          | Milton Keynes                                                                    | Southampton                                                                      | Brighton                                                                         |
| New York Stadium                   | Stadium MK                                                                       | St. Mary's Stadium                                                               | Brighton Community Stadium                                                       |
| Capaciteit: 12.021                 | Capaciteit: 30.500                                                               | Capaciteit: 32.505                                                               | Capaciteit: 31.800                                                               |
|                                    |                                                                                  |                                                                                  |                                                                                  |

## Groepsfase

### Groep A
| Pos | Team          | Wed | W | G | V | Ptn | DV | DT | +/− | Kwalificatie           |
| --- | ------------- | --- | - | - | - | --- | -- | -- | --- | ---------------------- |
| 1   | Engeland (G)  | 3   | 3 | 0 | 0 | 9   | 14 | 0  | +14 | Naar de volgende ronde |
| 2   | Oostenrijk    | 3   | 2 | 0 | 1 | 6   | 3  | 1  | +2  | Naar de volgende ronde |
| 3   | Noorwegen     | 3   | 1 | 0 | 2 | 3   | 4  | 10 | −6  |                        |
| 4   | Noord-Ierland | 3   | 0 | 0 | 3 | 0   | 1  | 11 | −10 |                        |

|                           |          |         |            |                                                                                   |
| 6 juli 2022 20.00 (UTC+1) | Engeland | 1 – 0   | Oostenrijk | Old Trafford, Manchester Toeschouwers: 68.871 Scheidsrechter: Marta Huerta de Aza |
| 6 juli 2022 20.00 (UTC+1) | Mead 16' | Verslag |            | Old Trafford, Manchester Toeschouwers: 68.871 Scheidsrechter: Marta Huerta de Aza |

|                           |                                                             |         |               |                                                                                     |
| 7 juli 2022 20.00 (UTC+1) | Noorwegen                                                   | 4 – 1   | Noord-Ierland | St. Mary's Stadium, Southampton Toeschouwers: 9.146 Scheidsrechter: Lina Lehtovaara |
| 7 juli 2022 20.00 (UTC+1) | Blakstad 10' Maanum 13' Graham Hansen 31' (pen.) Reiten 54' | Verslag | 49' Nelson    | St. Mary's Stadium, Southampton Toeschouwers: 9.146 Scheidsrechter: Lina Lehtovaara |

|                            |                               |         |               |                                                                                            |
| 11 juli 2022 17.00 (UTC+1) | Oostenrijk                    | 2 – 0   | Noord-Ierland | St. Mary's Stadium, Southampton Toeschouwers: 9.268 Scheidsrechter: Emikar Caldera Barrera |
| 11 juli 2022 17.00 (UTC+1) | Schiechtl 19' Naschenweng 88' | Verslag |               | St. Mary's Stadium, Southampton Toeschouwers: 9.268 Scheidsrechter: Emikar Caldera Barrera |

|                            |                                                                         |         |           |                                                                                        |
| 11 juli 2022 20.00 (UTC+1) | Engeland                                                                | 8 – 0   | Noorwegen | Brighton Community Stadium, Brighton Toeschouwers: 28.847 Scheidsrechter: Riem Hussein |
| 11 juli 2022 20.00 (UTC+1) | Stanway 12' (pen.) Hemp 15' White 29', 41' Mead 34', 38', 81' Russo 66' | Verslag |           | Brighton Community Stadium, Brighton Toeschouwers: 28.847 Scheidsrechter: Riem Hussein |

|                            |               |         |                                                      |                                                                                     |
| 15 juli 2022 20.00 (UTC+1) | Noord-Ierland | 0 – 5   | Engeland                                             | St. Mary's Stadium, Southampton Toeschouwers: 30.785 Scheidsrechter: Esther Staubli |
| 15 juli 2022 20.00 (UTC+1) |               | Verslag | 41' Kirby 45' Mead 48', 53' Russo 76' (e.d.) Burrows | St. Mary's Stadium, Southampton Toeschouwers: 30.785 Scheidsrechter: Esther Staubli |

|                            |            |         |           |                                                                                            |
| 15 juli 2022 20.00 (UTC+1) | Oostenrijk | 1 – 0   | Noorwegen | Brighton Community Stadium, Brighton Toeschouwers: 12.667 Scheidsrechter: Kateryna Monzoel |
| 15 juli 2022 20.00 (UTC+1) | Billa 37'  | Verslag |           | Brighton Community Stadium, Brighton Toeschouwers: 12.667 Scheidsrechter: Kateryna Monzoel |

### Groep B
| Pos | Team       | Wed | W | G | V | Ptn | DV | DT | +/− | Kwalificatie           |
| --- | ---------- | --- | - | - | - | --- | -- | -- | --- | ---------------------- |
| 1   | Duitsland  | 3   | 3 | 0 | 0 | 9   | 9  | 0  | +9  | Naar de volgende ronde |
| 2   | Spanje     | 3   | 2 | 0 | 1 | 6   | 5  | 3  | +2  | Naar de volgende ronde |
| 3   | Denemarken | 3   | 1 | 0 | 2 | 3   | 1  | 5  | −4  |                        |
| 4   | Finland    | 3   | 0 | 0 | 3 | 0   | 1  | 8  | −7  |                        |

|                           |                                                              |         |              |                                                                                 |
| 8 juli 2022 17.00 (UTC+1) | Spanje                                                       | 4 – 1   | Finland      | Stadium MK, Milton Keynes Toeschouwers: 16.819 Scheidsrechter: Kateryna Monzoel |
| 8 juli 2022 17.00 (UTC+1) | Paredes 26' Bonmatí 41' L. García 75' Caldentey 90+5' (pen.) | Verslag | 1' Sällström | Stadium MK, Milton Keynes Toeschouwers: 16.819 Scheidsrechter: Kateryna Monzoel |

|                           |                                               |         |                 |                                                                                            |
| 8 juli 2022 20.00 (UTC+1) | Duitsland                                     | 4 – 0   | Denemarken      | Brentford Community Stadium, Brentford Toeschouwers: 15.736 Scheidsrechter: Esther Staubli |
| 8 juli 2022 20.00 (UTC+1) | Magull 21' Schüller 57' Lattwein 78' Popp 86' | Verslag | 78', 90+5' Kühl | Brentford Community Stadium, Brentford Toeschouwers: 15.736 Scheidsrechter: Esther Staubli |

|                            |            |         |         |                                                                                   |
| 12 juli 2022 17.00 (UTC+1) | Denemarken | 1 – 0   | Finland | Stadium MK, Milton Keynes Toeschouwers: 11.615 Scheidsrechter: Iuliana Demetrescu |
| 12 juli 2022 17.00 (UTC+1) | Harder 72' | Verslag |         | Stadium MK, Milton Keynes Toeschouwers: 11.615 Scheidsrechter: Iuliana Demetrescu |

|                            |                  |         |        |                                                                                                |
| 12 juli 2022 20.00 (UTC+1) | Duitsland        | 2 – 0   | Spanje | Brentford Community Stadium, Brentford Toeschouwers: 16.037 Scheidsrechter: Stéphanie Frappart |
| 12 juli 2022 20.00 (UTC+1) | Bühl 3' Popp 37' | Verslag |        | Brentford Community Stadium, Brentford Toeschouwers: 16.037 Scheidsrechter: Stéphanie Frappart |

|                            |         |         |                                    |                                                                                       |
| 16 juli 2022 20.00 (UTC+1) | Finland | 0 – 3   | Duitsland                          | Stadium MK, Milton Keynes Toeschouwers: 20.721 Scheidsrechter: Emikar Caldera Barrera |
| 16 juli 2022 20.00 (UTC+1) |         | Verslag | 40' Kleinherne 48' Popp 63' Anyomi | Stadium MK, Milton Keynes Toeschouwers: 20.721 Scheidsrechter: Emikar Caldera Barrera |

|                            |            |         |             |                                                                                           |
| 16 juli 2022 20.00 (UTC+1) | Denemarken | 0 – 1   | Spanje      | Brentford Community Stadium, Brentford Toeschouwers: 16.041 Scheidsrechter: Rebecca Welch |
| 16 juli 2022 20.00 (UTC+1) |            | Verslag | 90' Cardona | Brentford Community Stadium, Brentford Toeschouwers: 16.041 Scheidsrechter: Rebecca Welch |

### Groep C
| Pos | Team        | Wed | W | G | V | Ptn | DV | DT | +/− | Kwalificatie           |
| --- | ----------- | --- | - | - | - | --- | -- | -- | --- | ---------------------- |
| 1   | Zweden      | 3   | 2 | 1 | 0 | 7   | 8  | 2  | +6  | Naar de volgende ronde |
| 2   | Nederland   | 3   | 2 | 1 | 0 | 7   | 8  | 4  | +4  | Naar de volgende ronde |
| 3   | Zwitserland | 3   | 0 | 1 | 2 | 1   | 4  | 8  | −4  |                        |
| 4   | Portugal    | 3   | 0 | 1 | 2 | 1   | 4  | 10 | −6  |                        |

|                           |                        |         |                 |                                                                               |
| 9 juli 2022 17.00 (UTC+1) | Portugal               | 2 – 2   | Zwitserland     | Leigh Sports Village, Leigh Toeschouwers: 5.902 Scheidsrechter: Jana Adámková |
| 9 juli 2022 17.00 (UTC+1) | Gomes 58' J. Silva 66' | Verslag | 2' Sow 5' Kiwic | Leigh Sports Village, Leigh Toeschouwers: 5.902 Scheidsrechter: Jana Adámková |

|                           |           |         |               |                                                                            |
| 9 juli 2022 20.00 (UTC+1) | Nederland | 1 – 1   | Zweden        | Bramall Lane, Sheffield Toeschouwers: 21.342 Scheidsrechter: Cheryl Foster |
| 9 juli 2022 20.00 (UTC+1) | Roord 52' | Verslag | 35' Andersson | Bramall Lane, Sheffield Toeschouwers: 21.342 Scheidsrechter: Cheryl Foster |

|                            |                        |         |              |                                                                                  |
| 13 juli 2022 17.00 (UTC+1) | Zweden                 | 2 – 1   | Zwitserland  | Bramall Lane, Sheffield Toeschouwers: 12.914 Scheidsrechter: Marta Huerta de Aza |
| 13 juli 2022 17.00 (UTC+1) | Rolfö 53' Bennison 79' | Verslag | 55' Bachmann | Bramall Lane, Sheffield Toeschouwers: 12.914 Scheidsrechter: Marta Huerta de Aza |

|                            |                                               |         |                                   |                                                                                 |
| 13 juli 2022 20.00 (UTC+1) | Nederland                                     | 3 – 2   | Portugal                          | Leigh Sports Village, Leigh Toeschouwers: 6.966 Scheidsrechter: Ivana Martinčić |
| 13 juli 2022 20.00 (UTC+1) | Egurrola 7' Van der Gragt 16' Van de Donk 62' | Verslag | 38' (pen.) C. Costa 47' Di. Silva | Leigh Sports Village, Leigh Toeschouwers: 6.966 Scheidsrechter: Ivana Martinčić |

|                            |              |         |                                                        |                                                                                 |
| 17 juli 2022 17.00 (UTC+1) | Zwitserland  | 1 – 4   | Nederland                                              | Bramall Lane, Sheffield Toeschouwers: 22.596 Scheidsrechter: Iuliana Demetrescu |
| 17 juli 2022 17.00 (UTC+1) | Reuteler 53' | Verslag | 49' (e.d.) Crnogorčević 84', 90+5' Leuchter 89' Pelova | Bramall Lane, Sheffield Toeschouwers: 22.596 Scheidsrechter: Iuliana Demetrescu |

|                            |                                                                                |         |          |                                                                                    |
| 17 juli 2022 17.00 (UTC+1) | Zweden                                                                         | 5 – 0   | Portugal | Leigh Sports Village, Leigh Toeschouwers: 7.118 Scheidsrechter: Stéphanie Frappart |
| 17 juli 2022 17.00 (UTC+1) | Angeldahl 21', 45' C. Costa 45+7' (e.d.) Asllani 54' (pen.) Blackstenius 90+1' | Verslag |          | Leigh Sports Village, Leigh Toeschouwers: 7.118 Scheidsrechter: Stéphanie Frappart |

### Groep D
| Pos | Team      | Wed | W | G | V | Ptn | DV | DT | +/− | Kwalificatie           |
| --- | --------- | --- | - | - | - | --- | -- | -- | --- | ---------------------- |
| 1   | Frankrijk | 3   | 2 | 1 | 0 | 7   | 8  | 3  | +5  | Naar de volgende ronde |
| 2   | België    | 3   | 1 | 1 | 1 | 4   | 3  | 3  | 0   | Naar de volgende ronde |
| 3   | IJsland   | 3   | 0 | 3 | 0 | 3   | 3  | 3  | 0   |                        |
| 4   | Italië    | 3   | 0 | 1 | 2 | 1   | 2  | 7  | −5  |                        |

|                            |                          |         |                    |                                                                               |
| 10 juli 2022 17.00 (UTC+1) | België                   | 1 – 1   | IJsland            | Academy Stadium, Manchester Toeschouwers: 3.859 Scheidsrechter: Tess Olofsson |
| 10 juli 2022 17.00 (UTC+1) | Vanhaevermaet 67' (pen.) | Verslag | 50' Þorvaldsdóttir | Academy Stadium, Manchester Toeschouwers: 3.859 Scheidsrechter: Tess Olofsson |

|                            |                                              |         |              |                                                                               |
| 10 juli 2022 20.00 (UTC+1) | Frankrijk                                    | 5 – 1   | Italië       | New York Stadium, Rotherham Toeschouwers: 8.541 Scheidsrechter: Rebecca Welch |
| 10 juli 2022 20.00 (UTC+1) | Geyoro 9', 40', 45' Katoto 12' Cascarino 38' | Verslag | 76' Piemonte | New York Stadium, Rotherham Toeschouwers: 8.541 Scheidsrechter: Rebecca Welch |

|                            |                 |         |                    |                                                                                 |
| 14 juli 2022 17.00 (UTC+1) | Italië          | 1 – 1   | IJsland            | Academy Stadium, Manchester Toeschouwers: 4.029 Scheidsrechter: Lina Lehtovaara |
| 14 juli 2022 17.00 (UTC+1) | Bergamaschi 62' | Verslag | 3' Vilhjálmsdóttir | Academy Stadium, Manchester Toeschouwers: 4.029 Scheidsrechter: Lina Lehtovaara |

|                            |                          |         |                            |                                                                               |
| 14 juli 2022 20.00 (UTC+1) | Frankrijk                | 2 – 1   | België                     | New York Stadium, Rotherham Toeschouwers: 8.173 Scheidsrechter: Cheryl Foster |
| 14 juli 2022 20.00 (UTC+1) | Diani 6' Mbock Bathy 41' | Verslag | 36' Cayman 82', 89' Tysiak | New York Stadium, Rotherham Toeschouwers: 8.173 Scheidsrechter: Cheryl Foster |

|                            |                              |         |           |                                                                               |
| 18 juli 2022 20.00 (UTC+1) | IJsland                      | 1 – 1   | Frankrijk | New York Stadium, Rotherham Toeschouwers: 7.392 Scheidsrechter: Jana Adámková |
| 18 juli 2022 20.00 (UTC+1) | Brynjarsdóttir 90+12' (pen.) | Verslag | 1' Malard | New York Stadium, Rotherham Toeschouwers: 7.392 Scheidsrechter: Jana Adámková |

|                            |        |         |               |                                                                                 |
| 18 juli 2022 20.00 (UTC+1) | Italië | 0 – 1   | België        | Academy Stadium, Manchester Toeschouwers: 3.919 Scheidsrechter: Ivana Martinčić |
| 18 juli 2022 20.00 (UTC+1) |        | Verslag | 49' De Caigny | Academy Stadium, Manchester Toeschouwers: 3.919 Scheidsrechter: Ivana Martinčić |

## Knock-outfase

Resultaten deelnemers EK 2022
Winnaar
Tweede plaats
Halve finale
Kwartfinale
Groepsfase
Geschorst bij aanvang van het toernooi

### Schema
|  | Kwartfinale         | Kwartfinale             |                     |   | Halve finale | Halve finale |  |  | Finale | Finale |
|  |                     |                         |                     |   |              |              |  |  |        |        |
|  |                     |                         |                     |   |              |              |  |  |        |        |
|  | 20 juli – Brighton  |                         |                     |   |              |              |  |  |        |        |
|  |                     |                         |                     |   |              |              |  |  |        |        |
|  | Engeland (w.n.v.)   | 2                       |                     |   |              |              |  |  |        |        |
|  | Engeland (w.n.v.)   | 2                       | 26 juli – Sheffield |   |              |              |  |  |        |        |
|  | Spanje              | 1                       |                     |   |              |              |  |  |        |        |
|  | Spanje              | 1                       | Engeland            | 4 |              |              |  |  |        |        |
|  | 22 juli – Leigh     |                         | Engeland            | 4 |              |              |  |  |        |        |
|  |                     | Zweden                  | 0                   |   |              |              |  |  |        |        |
|  | Zweden              | Zweden                  | 0                   | 1 |              |              |  |  |        |        |
|  | Zweden              |                         | 31 juli – Londen    | 1 |              |              |  |  |        |        |
|  | België              | 0                       |                     |   |              |              |  |  |        |        |
|  | België              | 0                       | Engeland (w.n.v.)   | 2 |              |              |  |  |        |        |
|  | 21 juli – Brentford |                         | Engeland (w.n.v.)   | 2 |              |              |  |  |        |        |
|  |                     | Duitsland               | 1                   |   |              |              |  |  |        |        |
|  | Duitsland           | Duitsland               | 1                   | 2 |              |              |  |  |        |        |
|  | Duitsland           | 27 juli – Milton Keynes |                     | 2 |              |              |  |  |        |        |
|  | Oostenrijk          | 0                       |                     |   |              |              |  |  |        |        |
|  | Oostenrijk          | 0                       | Duitsland           | 2 |              |              |  |  |        |        |
|  | 23 juli – Rotherham |                         | Duitsland           | 2 |              |              |  |  |        |        |
|  |                     | Frankrijk               | 1                   |   |              |              |  |  |        |        |
|  | Frankrijk (w.n.v.)  | Frankrijk               | 1                   | 1 |              |              |  |  |        |        |
|  | Frankrijk (w.n.v.)  |                         |                     | 1 |              |              |  |  |        |        |
|  | Nederland           | 0                       |                     |   |              |              |  |  |        |        |
|  | Nederland           | 0                       |                     |   |              |              |  |  |        |        |

### Kwartfinales
|                            |                       |              |              |                                                                                              |
| 20 juli 2022 20.00 (UTC+1) | Engeland              | 2 – 1 (n.v.) | Spanje       | Brighton Community Stadium, Brighton Toeschouwers: 28.994 Scheidsrechter: Stéphanie Frappart |
| 20 juli 2022 20.00 (UTC+1) | Toone 84' Stanway 96' | Verslag      | 54' González | Brighton Community Stadium, Brighton Toeschouwers: 28.994 Scheidsrechter: Stéphanie Frappart |

|                            |                     |         |            |                                                                                           |
| 21 juli 2022 20.00 (UTC+1) | Duitsland           | 2 – 0   | Oostenrijk | Brentford Community Stadium, Brentford Toeschouwers: 16.025 Scheidsrechter: Rebecca Welch |
| 21 juli 2022 20.00 (UTC+1) | Magull 25' Popp 90' | Verslag |            | Brentford Community Stadium, Brentford Toeschouwers: 16.025 Scheidsrechter: Rebecca Welch |

|                            |                |         |        |                                                                                  |
| 22 juli 2022 20.00 (UTC+1) | Zweden         | 1 – 0   | België | Leigh Sports Village, Leigh Toeschouwers: 7.517 Scheidsrechter: Kateryna Monzoel |
| 22 juli 2022 20.00 (UTC+1) | Sembrant 90+2' | Verslag |        | Leigh Sports Village, Leigh Toeschouwers: 7.517 Scheidsrechter: Kateryna Monzoel |

|                            |                      |              |           |                                                                                 |
| 23 juli 2022 20.00 (UTC+1) | Frankrijk            | 1 – 0 (n.v.) | Nederland | New York Stadium, Rotherham Toeschouwers: 9.764 Scheidsrechter: Ivana Martinčić |
| 23 juli 2022 20.00 (UTC+1) | Périsset 102' (pen.) | Verslag      |           | New York Stadium, Rotherham Toeschouwers: 9.764 Scheidsrechter: Ivana Martinčić |

### Halve finales
|                            |                                         |         |        |                                                                             |
| 26 juli 2022 20.00 (UTC+1) | Engeland                                | 4 – 0   | Zweden | Bramall Lane, Sheffield Toeschouwers: 28.624 Scheidsrechter: Esther Staubli |
| 26 juli 2022 20.00 (UTC+1) | Mead 34' Bronze 48' Russo 68' Kirby 76' | Verslag |        | Bramall Lane, Sheffield Toeschouwers: 28.624 Scheidsrechter: Esther Staubli |

|                            |               |         |                   |                                                                              |
| 27 juli 2022 20.00 (UTC+1) | Duitsland     | 2 – 1   | Frankrijk         | Stadium MK, Milton Keynes Toeschouwers: 27.445 Scheidsrechter: Cheryl Foster |
| 27 juli 2022 20.00 (UTC+1) | Popp 40', 76' | Verslag | 44' (e.d.) Frohms | Stadium MK, Milton Keynes Toeschouwers: 27.445 Scheidsrechter: Cheryl Foster |

### Finale
|                            |                      |              |            |                                                                               |
| 31 juli 2022 17.00 (UTC+1) | Engeland             | 2 – 1 (n.v.) | Duitsland  | Wembley Stadium, Londen Toeschouwers: 87.192 Scheidsrechter: Kateryna Monzoel |
| 31 juli 2022 17.00 (UTC+1) | Toone 62' Kelly 110' | Verslag      | 79' Magull | Wembley Stadium, Londen Toeschouwers: 87.192 Scheidsrechter: Kateryna Monzoel |

## Statistieken

### Doelpuntenmakers
6 doelpunten
- Alexandra Popp
- Beth Mead

4 doelpunten
- Alessia Russo

3 doelpunten
- Lina Magull
- Grace Geyoro

2 doelpunten
- Fran Kirby
- Georgia Stanway
- Ellen White
- Ella Toone
- Romée Leuchter
- Filippa Angeldahl

1 doelpunt
- Janice Cayman
- Tine De Caigny
- Justine Vanhaevermaet
- Pernille Harder
- Nicole Anyomi
- Klara Bühl
- Sophia Kleinherne
- Lena Lattwein
- Lea Schüller
- Lucy Bronze
- Lauren Hemp
- Chloe Kelly
- Linda Sällström
- Delphine Cascarino
- Kadidiatou Diani
- Marie-Antoinette Katoto
- Melvine Malard
- Griedge Mbock Bathy
- Ève Périsset
- Dagný Brynjarsdóttir
- Berglind Björg Þorvaldsdóttir
- Karólína Lea Vilhjálmsdóttir
- Valentina Bergamaschi
- Martina Piemonte
- Daniëlle van de Donk
- Damaris Egurrola
- Stefanie van der Gragt
- Victoria Pelova
- Jill Roord
- Julie Nelson
- Julie Blakstad
- Caroline Graham Hansen
- Frida Maanum
- Guro Reiten
- Nicole Billa
- Katharina Naschenweng
- Katharina Schiechtl
- Carole Costa
- Diana Gomes
- Diana Silva
- Jéssica Silva
- Aitana Bonmatí
- Mariona Caldentey
- Marta Cardona
- Lucía García
- Esther González
- Irene Paredes
- Jonna Andersson
- Kosovare Asllani
- Hanna Bennison
- Stina Blackstenius
- Fridolina Rolfö
- Linda Sembrant
- Ramona Bachmann
- Rahel Kiwic
- Géraldine Reuteler
- Coumba Sow

1 eigen doelpunt
- Merle Frohms (tegen Frankrijk)
- Kelsie Burrows (tegen Engeland)
- Carole Costa (tegen Zweden)
- Ana-Maria Crnogorčević (tegen Nederland)

### Rode kaarten
1 rode kaart
- Amber Tysiak (2× geel tegen Frankrijk)
- Kathrine Møller Kühl (2× geel tegen Duitsland)